# بئاتریچه ماکولا
بئاتریچه ماکولا (ایتالیایی: Beatrice Macola؛ ۲ دسامبر ۱۹۶۵ – ۱۳ دسامبر ۲۰۰۱) بازیگر اهل ایتالیا بود.
از فیلم‌ها یا برنامه‌های تلویزیونی که وی در آن نقش داشته‌است می‌توان به فهرست شیندلر و دکتر ام اشاره کرد.